# Cosmocomoidea rasnitsyni
Cosmocomoidea rasnitsyni (лат.) — ископаемый вид хальциноидных наездников из семейства Mymaridae.

## Описание
Мелкие хальциноидные наездники (длина тела 1,046 мм). Возраст находки около 46 млн лет (эоцен, Kishenehn oil shales, Монтана, США; голотип самки, NMNH#543762). Окраска тела в основном тёмно-коричневая; тазики, вертлуги, вершина бедра и основание голени, базальные 4 сегмента лапок желтоватые. Длина усиков 0,414 мм. Длина скапуса 0,144 мм (ширина — 0,046); длина отдельных члеников усика: fl1:44, fl2:43, fl3:55, fl4:51, fl5:65, fl6:56, fl7:58, fl8:50, длина булавы — 0,113 мм. Длина переднего крыла — 0,789 мм.

## Этимология
Видовое название было дано в честь крупного российского палеонтолога и энтомолога профессора Александра Павловича Расницына (Палеонтологический институт РАН, Москва). Описание сделал энтомолог Джон Хубер (John T. Huber, Natural Resources Canada, c/o AAFC, Оттава, Канада).